# Quimerch
Quimerch ist ein Ort und eine ehemalige französische Gemeinde im Département Finistère der Region Bretagne. Im Jahr 1965 fusionierten die Gemeinden Pont-de-Buis, Logonna-Quimerch und Quimerch zur neuen Gemeinde Pont-de-Buis-lès-Quimerch.

## Sehenswürdigkeiten
Siehe auch: Liste der Monuments historiques in Pont-de-Buis-lès-Quimerch
- Ruine der Kirche St-Pierre
- Pfarrkirche Kirche Sacré-Cœur

## Weblinks

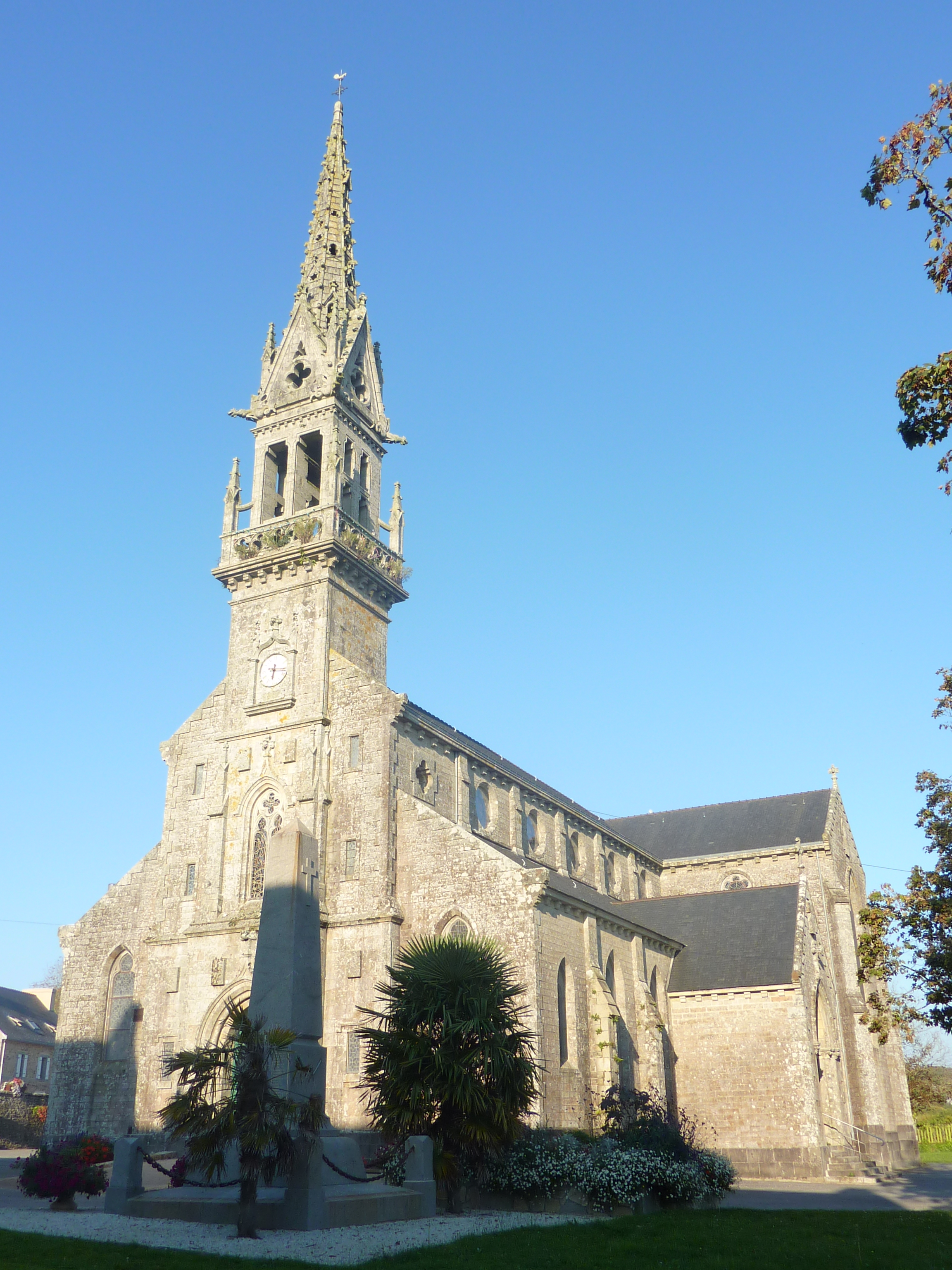
Kirche Sacré-Cœur